# Hollywood Niggaz
Hollywood Niggaz è un singolo del rapper statunitense Tyga, pubblicato il 19 maggio 2015 su etichetta Last Kings.

## Tracce
1. Hollywood Niggaz – 3:32